# قمة واشنطن 1999
قمة واشنطن 1999 وهي قمة الناتو الـ 16. عقدت القمة في العاصمة الأمريكية واشنطن في الفترة بين 24 و25 أبريل 1999.
عقدت القمة التي في ذروة قصف الناتو ليوغوسلافيا، كما صادفت القمة الذكرى السنوية الخمسين لتأسيس حلف شمال الأطلسي، وأكدت القمة على «التصميم على إنهاء الأعمال القمعية» من جانب الرئيس الصربي ميلوسوفيتش ضد السكان الألبان المحليين في كوسوفو. كما كانت القمة الأولى التي شارك فيها ثلاثة أعضاء جدد في الناتو وهم: جمهورية التشيك وهنغاريا وبولندا.
تم تبني خطة عمل العضوية، وهي جزء مهم من سياسة الباب المفتوح لحلف الناتو، وتم نشر نسخة منقحة من المفهوم الاستراتيجي. كما تم تعزيز الهوية الأوروبية للأمن والدفاع داخل حلف الناتو، وإطلاق مبادرة قدرات الدفاع ومبادرة أسلحة الدمار الشامل، وتعزيز الشراكة من أجل السلام، وتأسيس مجلس الشراكة الأوروبي الأطلسي والحوار المتوسطي.